# Carissa Holland
Carissa Jane Holland (ur. 30 marca 1994) – australijska zapaśniczka. Zajęła 24. miejsce na mistrzostwach świata w 2017. Ćwierćfinalistka igrzysk Wspólnoty Narodów w 2014 i piąta w 2018. Zdobyła dwa medale na mistrzostwach Oceanii w latach 2012 – 2017 roku.